# Unleashed Memories
Unleashed Memories drugi je studijski album talijanskog gothic metal grupe Lacuna Coil, objavljen nakon EP-a Halflife. Na posebnom SAD izdanju album dolazi zajedno sa spomenutim EP-om.

## Popis skladbi
1. "Heir of a Dying Day" – 4:59
2. "To Live Is to Hide" – 4:34
3. "Purify" – 4:36
4. "Senzafine" – 3:53
5. "When a Dead Man Walks" – 5:54
6. "1.19" – 4:58
7. "Cold Heritage" – 5:23
8. "Distant Sun" – 5:29
9. "A Current Obsession" – 5:20
10. "Wave of Anguish" – 4:40
11. "Lost Lullaby" (Bonus skladba) – 5:01